# Deropeltis princisi
Deropeltis princisi är en kackerlacksart som beskrevs av Philippe Grandcolas 2000. Deropeltis princisi ingår i släktet Deropeltis och familjen storkackerlackor.
Artens utbredningsområde är Tanzania. Inga underarter finns listade i Catalogue of Life.